# ZAZ
För den franska sångaren, se Zaz.

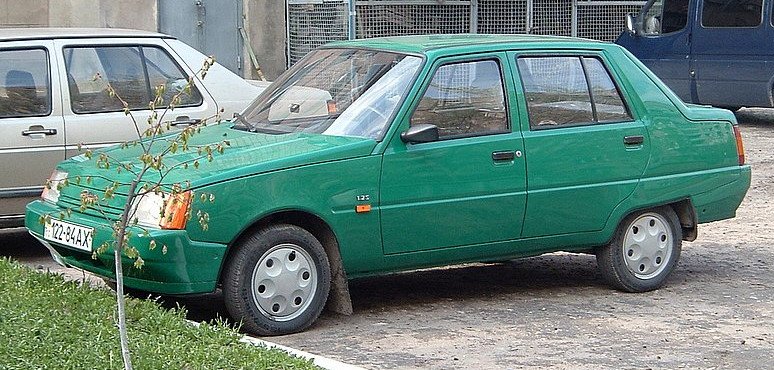
ZAZ Tavriya Slavuta

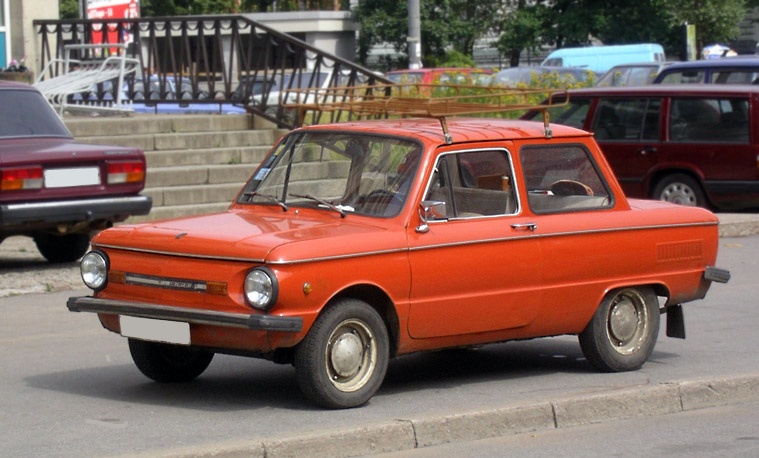
ZAZ 968M

ZAZ, Zaporizjkyj Avtomobilebudivnyj Zavod, är en biltillverkare i Ukraina.

## Historik
Tillverkningen startades 1960, och den första bilmodellen, Zaporozhets 965, var en kopia av Fiat 600. Tanken med bilmodellen var att den skulle vara avsedd för vanligt folk i Sovjetunionen. Uppföljaren 966 baserades på NSU Prinz. Under 1980-talet började man tillverka modellen ZAZ Tavria, som tillverkades fram till 2011 utan större förändringar.
1998 bildade ZAZ ett samriskföretag tillsammans med koreanska Daewoo Motors (nuvarande GM Daewoo). Daewoo Motors investerade i ZAZ och tillverkade nya gemensamma modeller. Man började även producera modellen Daewoo Lanos. Efter Daewoos konkurs 2001 köptes ZAZ upp av ukrainska UkrAVTO, som även gav företaget en ny logotyp. Resterande delar köptes av schweiziska Hirsch & CIE under 2003.
I dagsläget[när?] är man främst med och tillverkar olika Daewoo-modeller, varav vissa går under namnet ZAZ. Man har även kvar några äldre modeller i produktionen. ZAZ-ägaren UkrAVTO är också ägare till polska FSO, med vilka man har en del samarbete.

## Bilmodeller
Även för att vara bilar tillverkade i före detta Sovjetunionen var ZAZ betraktade som enkla och billiga modeller. De första modellerna (965, 966 och 968) hade svansmotor i form av luftkyld V4-motor. De var konstruerade för att vara lätta att reparera, klara av dåliga vägar och kunna användas även av handikappade och äldre personer. De nyare modellerna (Tavria, Dana och Slavuta) har mer modern uppbyggnad med framhjulsdrift och tvärställd motor. 

### Fullskalig produktion
- ZAZ-965 Zaporozhets (1962-1969)
- ZAZ-966 Zaporozhets (1967-1972)
- ZAZ-968 Zaporozhets (1972-1994)
- ZAZ-1102 Tavria/Tavria Nova (1987- )
- ZAZ-1105 Dana (1992- )
- ZAZ-1103 Slavuta (1995- )
- ZAZ Lanos (modell T150) (2004- )

### Tillverkning av andra märken
- Lada
- Chevrolet
- Chrysler
- Daewoo
- Opel
- Mercedes-Benz